# 傅劍秋
傅劍秋（1880年—1956年），原名長榮，一作昌榮，直隸省天津寧河縣蘆台鎮人，民國初年武術家，師承形意拳李存義。其子傅少俠亦為武術高手。

## 生平
傅劍秋自幼好武，曾跟隨尚匯川學習少林拳，後隨申萬林學習形意拳。1908年，拜李存義、劉鳳春為師，融合形意拳、八卦拳、太極拳的功夫於一身，依形意門字輩，改名劍秋。學成後回蘆台鎮開設武館。
1919年，至奉天（今瀋陽）設館收徒，與白俄大力士進行角力獲勝，逐漸展露頭角。1921年，日本武士小佐次郎師徒四人在奉天小河沿河擺設擂台，挑戰中國武師，數名武師在比試後受傷負敗。傅劍秋聞訊前往挑戰，連敗師徒四人，因此得到張作霖的召見，聘請他為侍衛官兼奉天講武堂武術教官。曾教授張學良、張學成、韓光第、胡文通等奉軍要員形意拳功夫，並隨奉軍進入北京。皇姑屯事件時，傅劍秋幸免於難，回到蘆台鎮繼續開設武館。
1927年，至武當山，結識道士徐本善，與他成為好友，並彼此交流武藝。1932年，杭州武術比賽時，受聘為裁判，其徒李春芳技壓群雄，獲得冠軍。傅劍秋自此在上海、杭州、無錫一帶設館教拳為生。1955年，回到蘆台鎮，1956年過世，享年75歲。